# 赤玉スイートワイン
赤玉スイートワイン（あかだまスイートワイン）は、サントリー（二代目法人）が発売している甘味果実酒の商標。
1907年（明治40年）に赤玉ポートワインとして発売が開始され、1973年（昭和48年）に現在の名称となった。総合洋酒メーカーとしてのサントリーの土台を築きあげた商品としてその名を知られる。サントリー大阪工場の玄関脇には鳥井信治郎の銅像が立っており、左手には赤玉ポートワインのボトルを掲げている。

## 歴史

### 誕生

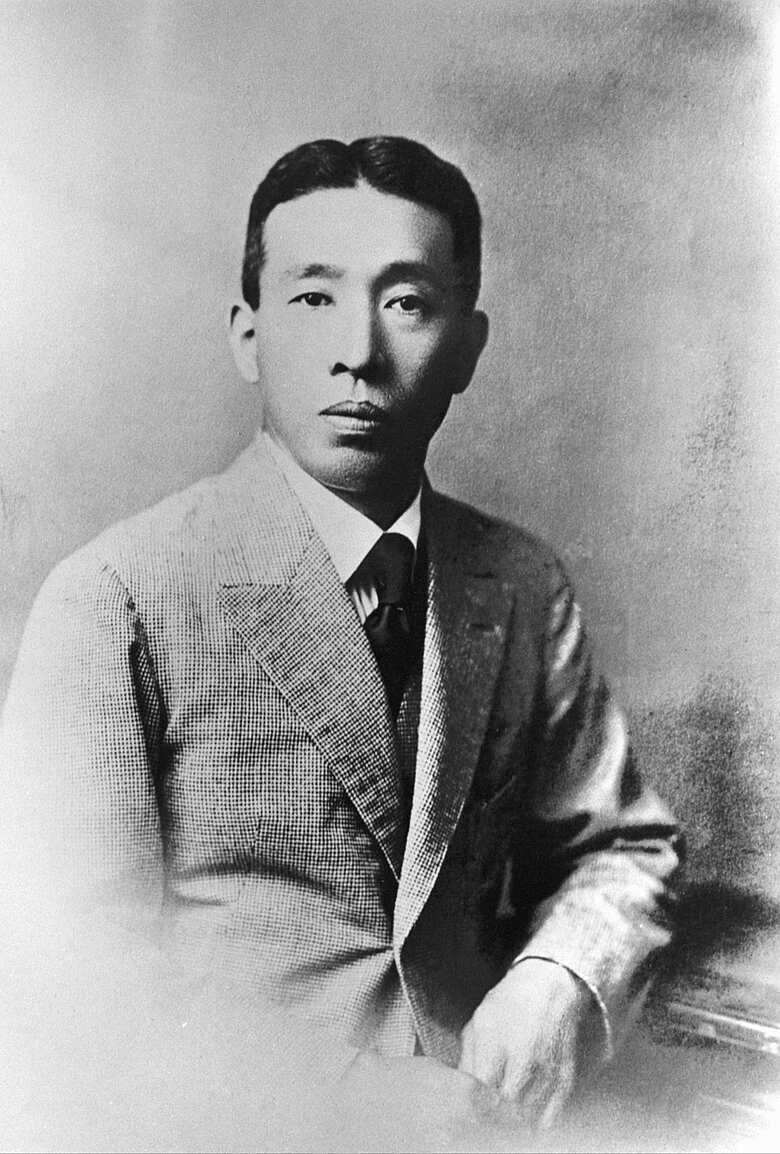
鳥井信治郎

1880年（明治13年）には神谷傳兵衛と近藤利兵衛が、ベースに輸入ワインを用いた甘味葡萄酒「蜂印香竄葡萄酒」を販売して成功を収めた。蜂印香竄葡萄酒は鉄分やキナなどを配合した薬用ワインであり、1885年（明治18年）に商標登録がなされている。当時は様々な洋酒問屋が自家調合した洋酒を販売していたが、蜂印香竄葡萄酒は他を圧倒して独走していた。
小西儀助商店（現在のコニシ）に丁稚奉公していた鳥井信治郎は商才を得て独立し、1899年（明治32年）に鳥井商店を設立した。1906年（明治39年）にはスペインワインに香料や甘味料を添加した甘味葡萄酒「向獅子印甘味葡萄酒」を販売した。同年には鳥井商店が寿屋洋酒店に改称している。鳥井は日本人の味覚に合った葡萄酒をつくるべく改良を重ね、1907年（明治40年）4月には「赤玉ポートワイン」の販売を開始した。
鳥井は蜂印香竄葡萄酒に強いライバル意識を抱いており、ライバルとは対照的なハイカラな名称を採用した。「滋養になる 一番よき 天然甘味 薬用葡萄酒!! 赤玉ポートワイン」という広告が打たれたように、赤玉ポートワインは薬用酒・滋養酒の位置づけでもあった。赤玉ポートワインは米4升分に相当する高級品だった。

### 販売戦略

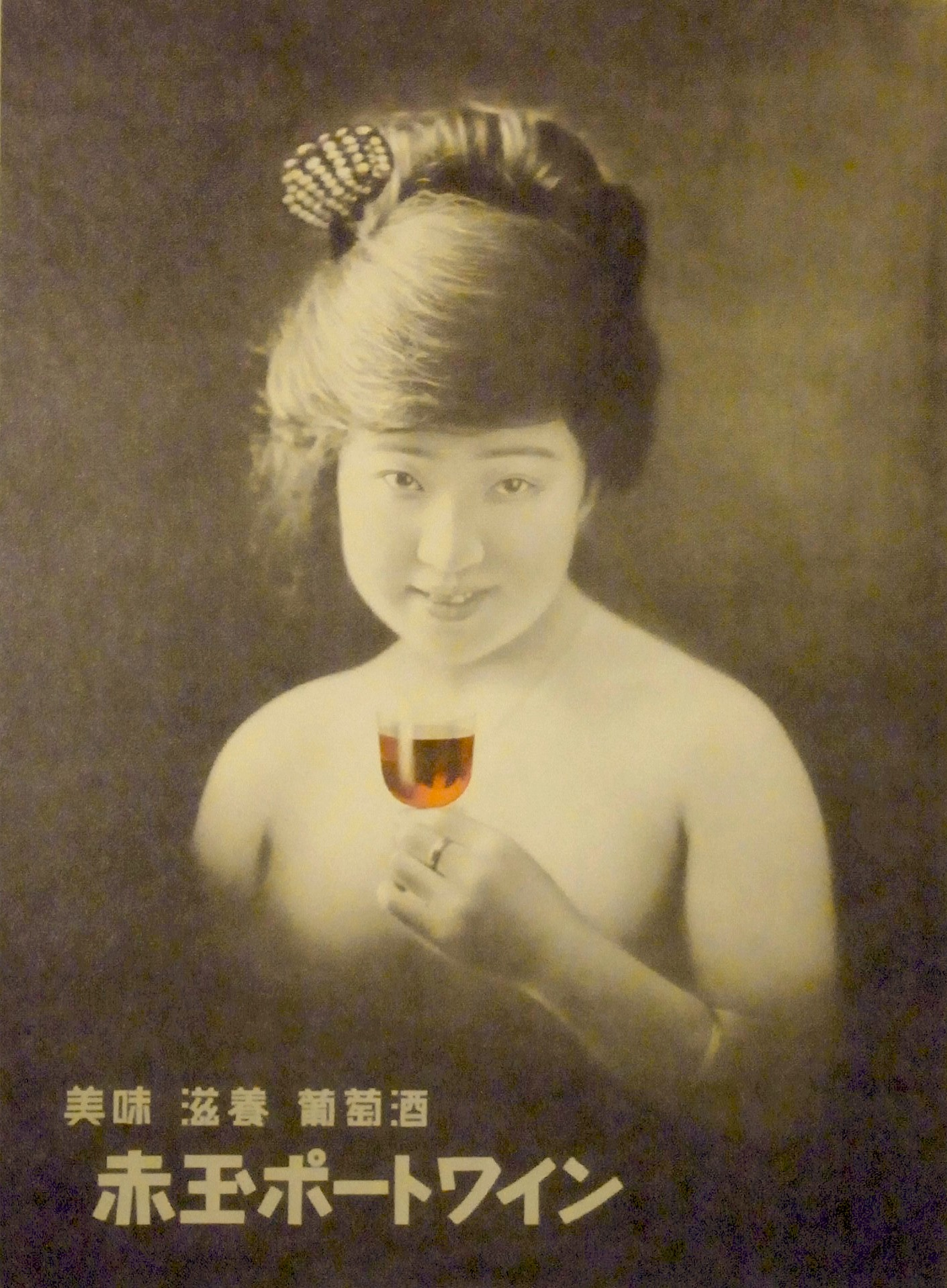
日本初のヌードポスター（1922年）

鳥井は緒方正規医学博士らの協力を得て、商品の安全性と滋養などの効能を新聞広告などで謳った。1911年（明治44年）には法被姿の若者に「赤玉ポートワイン」を書かれた角行燈を持たせて歩かせ、歩くネオンサインともいえる画期的な宣伝広告を行った。また、芸者らなどに赤い玉の模様のついたかんざしを配ったりと、積極的なパブリシティを行った。
1919年（大正8年）には大阪市西区（現：港区）に月産5000ダースを製造する築港工場（1926年大阪工場と改称）が完成したが、1920年（大正9年）には月産2万ダースに増産するほど売れ行きが好調で、赤玉ポートワインはサントリー初のヒット商品とされる。
1922年（大正11年）には赤玉ポートワインを売り込むために赤玉楽劇団も設立された。寿屋で広告文案を担当していた片岡敏郎、同じく寿屋でデザイナーとして活動していた井上木它らの手によって、1922年（大正11年）には赤玉楽劇団のプリマドンナである松島栄美子を起用したヌードポスターが制作された。このポスターは日本で初めてヌード写真を用いたことで知られている。ドイツでの世界ポスター品評会では1等に入賞したという。当時としては刺激的なポスターであり、初版のセピア背景のバージョンはすぐに持ち去られ、再版時にはグリーンバージョンになった。
1923年（大正12年）の関東大震災では寿屋が精力的な支援活動をしたこともあって、赤玉ポートワインは全国的に認知されて驚異的な売り上げを記録した。大正中期から昭和初期には、赤玉ポートワインの位置づけが薬用酒から嗜好品へと次第に変化していった。赤玉ポートワインの専用工場として建設された大阪工場は1945年（昭和20年）の大阪大空襲で焼失したが、大阪府南河内郡道明寺村（現：藤井寺市）の道明寺工場（1934年開設、2004年大阪工場に整理統合）へ移設し、1948年に大阪工場へ戻った。

### 展開

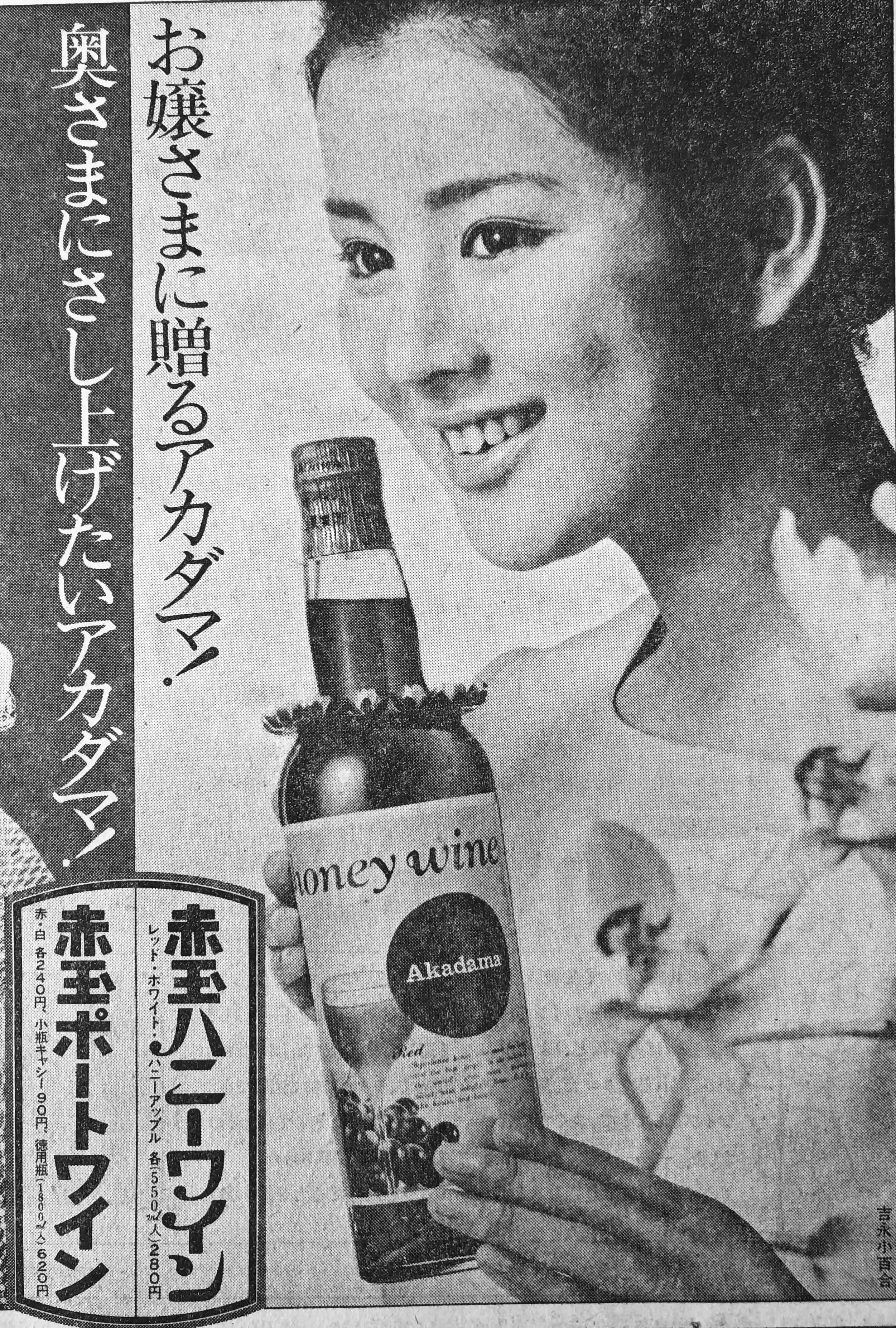
赤玉ポートワイン、赤玉ハニーワインの広告（1967年）。モデルは吉永小百合。

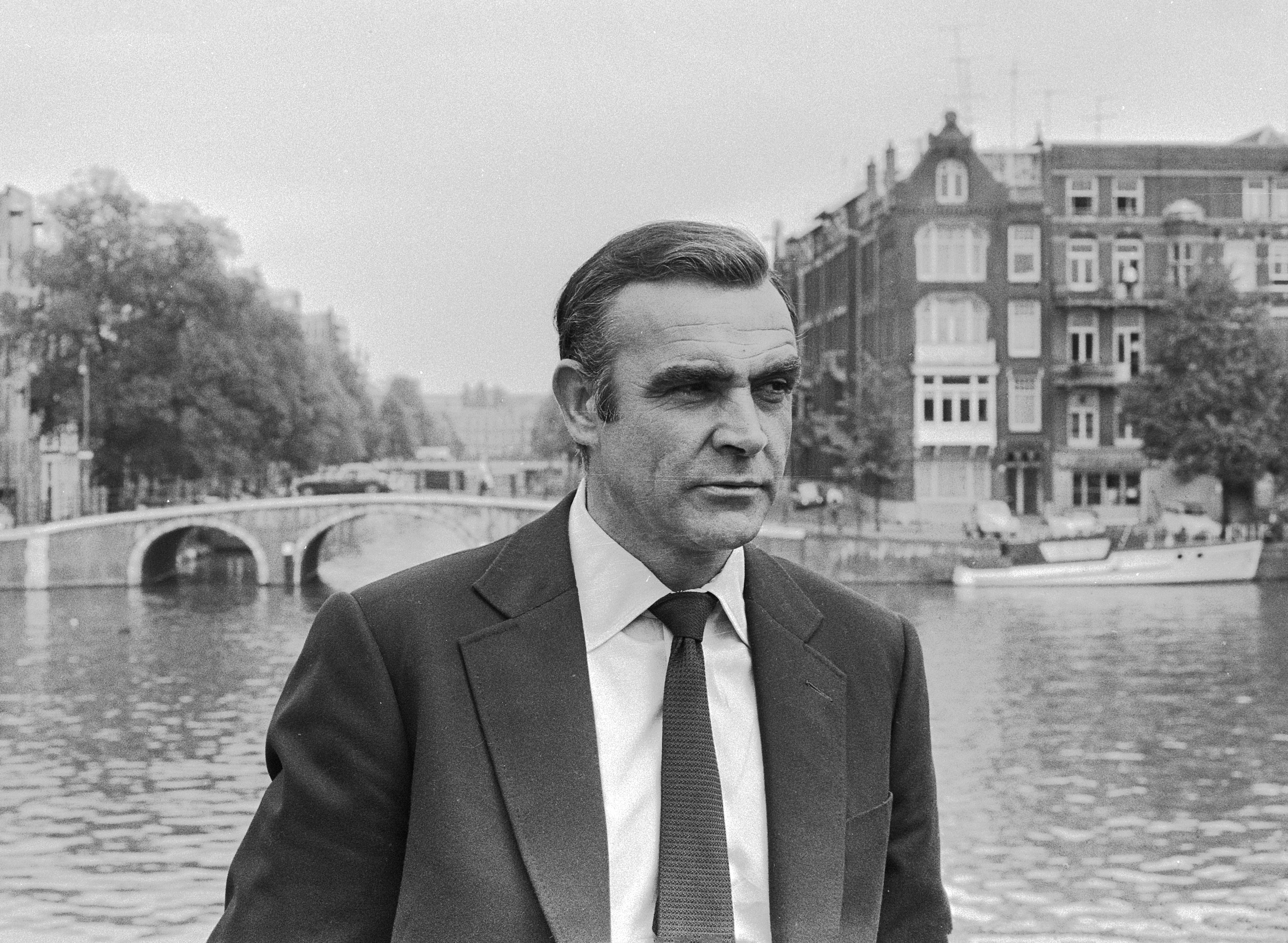
『007は二度死ぬ』でジェームズ・ボンドは赤玉ポートワインを愛飲した。

やがて1954年（昭和29年）には「赤玉ホワイトワイン」、1965年（昭和40年）には「赤玉ハニーワイン」などの姉妹品が登場した。赤玉ホワイトワインは赤玉スイートワイン白として現在も販売されている。また、京都のお好み焼き屋には、赤玉スイートワインを焼酎と炭酸水で割った「アカ」と呼ばれるカクテルが存在しており、地域限定ではあるが人気が高い。
1966年（昭和41年）公開のイギリス映画『007は二度死ぬ』は日本が舞台となり、ジェームズ・ボンドがサントリーオールドと共に赤玉ポートワインを愛飲した。
赤玉ポートワインという名称はポルトガルの港町であるポルトの英語読みである。もともとポートワインとはポルト港から出荷される酒精強化ワインを意味していることから、ポルトガル政府に抗議されたこともある。原産地名称保護制度に関するマドリッド協定に従い、1973年（昭和48年）に現在の名称である「赤玉スイートワイン」に改めた。
1977年（昭和52年）には、ワインに果汁（パイナップルとオレンジ）を加えた、デキャンタタイプのボトルで有名な「赤玉パンチ」が発売され、宝塚歌劇団のトップスターである鳳蘭を起用した「男には飲ませるな!」というCMが評判になった。赤玉パンチは1980年代後期に製造中止になり、一部の飲食店でのレシピとしては残っていたが、2019年（令和元年）9月24日に炭酸系の缶入りカクテルとして復活し、その後同年10月1日には炭酸水やその他の炭酸飲料等を使って自作できる「ソーダでおいしい赤玉パンチ」も発売されている。

### 現在
2007年（平成19年）で誕生から100周年を迎えたことで、サントリーでは大々的なキャンペーンを開催し、4世代にわたった赤玉にまつわる思い出を募集したり、また特別に限定醸造された「赤玉スイートワイン PREMIUM」のほか、200mlボトル限定で復刻生産された「赤玉パンチ Sparkling」などが発売されている。
作家の森見登美彦は複数の作品に「赤玉ポートワイン」を登場させている。2013年（平成25年）放映のアニメ『有頂天家族』（原作は森見登美彦の小説）では、主人公の師匠の赤玉先生が赤玉スイートワインを愛飲した。
2013年（平成25年）放映のアメリカドラマ『スーパーナチュラル』シーズン8の17話において、主人公の一人ディーンが読む雑誌に赤玉ポートワインのヌードポスター広告が登場する。
2014年（平成26年）後期のNHK連続テレビ小説『マッサン』では、赤玉スイートワインをモデルとした「太陽ワイン」と本物に似せたヌードポスターがドラマ内に登場した。ポスターのモデル・松島栄美子にあたる みどり役を柳ゆり菜が演じている。